# Aleksandra Wajler
Aleksandra Dominika Wajler (ur. 14 października 1995 w Olsztynie) – polska koszykarka występująca na pozycjach niskiej lub silnej skrzydłowej, obecnie zawodniczka TS Ostrovii Ostrów Wielkopolski.

## Osiągnięcia
Stan na 10 października 2018.
Drużynowe
- Mistrzyni Polski:
  - juniorek starszych (2014, 2015)
  - juniorek (2013)
- Wicemistrzyni Polski juniorek starszych (2016)

Reprezentacja
- Mistrzyni Europy U–18 dywizji B (2013)
- Uczestniczka:
  - mistrzostw Europy U–20 (2015 – 7. miejsce)
  - igrzysk frankońskich (2013)